# Katerina Zakchaiou
Katerina Zakchaiou (Κατερίνα Ζακχαίου, Limassol, 26 de julho de 1998) é uma voleibolista profissional cipriota, jogadora da posição central. 

## Títulos

### Clubes
Copa da Chipre:
- 2014, 2015, 2016

Campeonato da Chipre:
- 2014, 2015, 2016

Campeonato da Grécia:
- 2018, 2019, 2020
- 2017

Supercopa da Grécia:
- 2017

Copa da Grécia:
- 2018, 2019

Challenge Cup:
- 2018

Campeonato Italiano:
- 2022

### Seleção principal
Jogos dos Pequenos Estados da Europa:
- 2013, 2017
- 2019

Campeonato Europeu de Estados Pequenos:
- 2013, 2015
- 2017